# 6인의 난폭자
《6인의 난폭자》(Six Terminators)는 한국에서 제작된 권영순 감독의 1970년 영화이다. 남궁원 등이 주연으로 출연하였고 세기상사 등이 제작에 참여하였다.

## 출연

### 주연
- 남궁원
- 허장강
- 황해
- 윤양하
- 독고성

### 조연
- 트위스트 김
- 오수미
- 윤연경
- 정민
- 박기택
- 이예성
- 김기범
- 최준
- 손전
- 김승남
- 박일
- 조덕성
- 지방열
- 전숙
- 박병기
- 한명환
- 임해림
- 안상열

## 제작진
- 총지휘: 국채완
- 제작상무: 임병호
- 제작부장: 이규찬
- 제작주임: 박태준
- 제작진행: 정치용
- 조명: 김영달
- 스틸: 백영호
- 스크립터: 김세기
- 음향: 황구현
- 사운드: 한양녹음실
- 미술: 송백규
- 의상: 최오순
- 소품: 이정우
- 현상: 대영현상소